# Jacky Rosen
Jacklyn Sheryl "Jacky" Rosen, nata Spektor (Chicago, 2 agosto 1957), è una politica statunitense, senatrice per lo stato del Nevada dal 2019 e in precedenza membro della Camera dei Rappresentanti per lo stesso stato dal 2017 al 2019.

## Biografia
Nata a Chicago, Jacky Rosen si laureò in psicologia all'Università del Minnesota e successivamente si trasferì a Las Vegas, dove conseguì un diploma in informatica.
Dopo gli studi lavorò come programmatrice informatica e sviluppatrice di software, presiedendo inoltre la sinagoga di Henderson.
Nel 2016, pur non avendo mai ricoperto cariche politiche, si candidò alla Camera dei Rappresentanti nel terzo distretto del Nevada e vinse dapprima le primarie del Partito Democratico con il 60% dei voti e poi le elezioni generali dell'8 novembre, sconfiggendo di misura il repubblicano Danny Tarkanian con il 47,2% contro il 46, venendo così eletta deputata.
Nel 2018, dopo un solo mandato da deputata, la Rosen si candidò al Senato contro il repubblicano in carica Dean Heller. Al termine di una campagna elettorale fondata sui temi dell'assistenza sanitaria e dell'immigrazione, la Rosen sconfisse Heller con un margine di cinque punti percentuali, divenendo la prima donna nella storia della politica statunitense ad essere eletta senatrice dopo un solo mandato da deputata.